# Allgemeine Systematik für Öffentliche Bibliotheken
Die Allgemeine Systematik für Öffentliche Bibliotheken (ASB) ist eine Klassifikation, die vor allem in den alten Bundesländern Deutschlands von zahlreichen Öffentlichen Bibliotheken – wenn auch mit verschiedenen, oft hauseigenen Varianten – angewandt wird. Als Aufstellungssystematik dient sie sowohl der Sacherschließung als auch der systematischen Aufstellung der Sachliteratur und seit der Überarbeitung von 1999 auch der Belletristik.

## Entwicklung
Die ASB wurde ursprünglich in den 1950er-Jahren entwickelt („Allgemeine Systematik für Büchereien“); entsprechend den Zeitumständen (vielerorts Umstellung von der Thekenbücherei auf die Freihandbibliothek) ist sie als eine Antwort auf die damals in Deutschland relativ neue Freihandaufstellung in öffentlichen Büchereien anzusehen. Die Entwicklung erfolgte insbesondere beim Verband der Bibliotheken des Landes Nordrhein-Westfalen, unterstützt von Referenten der Zeitschrift Bücherei und Bildung.
Zwei kleinere Überarbeitungen (veröffentlicht 1977 und 1981) brachten nur geringfügige Änderungen in den Bereichen Sozialwissenschaften und Technik. Die gerade für mittelgroße und größere Öffentliche Bibliotheken unbefriedigende Situation nach über 35 Jahren Arbeit mit der ASB führte 1992 schließlich dazu, dass sich das damalige Deutsche Bibliotheksinstitut (DBI) zu einer Überarbeitung bereit erklärte. Ein Jahr später wurde mit dem Verein der Bibliothekare an Öffentlichen Bibliotheken (VBB) als Inhaber der Urheberrechte eine entsprechende Vereinbarung zu Überarbeitung, Weiterentwicklung und Pflege getroffen. Die Arbeit des DBI und einer Arbeitsgruppe mündeten 1999 in der Publikation einer umfassenden, aber nicht durchgreifenden Überarbeitung. Diese wird seit dem Jahr 2000 beispielsweise durch die ekz.bibliotheksservice GmbH (ehemals Einkaufszentrale für öffentliche Bibliotheken) in ihren Informations- und Besprechungsdiensten genutzt.
Eine erste korrigierte Fassung erschien 2003; bedingt durch die Abwicklung des DBI unterblieb eine weitere Fortschreibung, bis sich 2009 Deutscher Bibliotheksverband, der Berufsverband Information Bibliothek (als Nachfolger des VBB) und die ekz in einer Systematikkooperation gemeinsam der weiteren Arbeit annahmen. Diese mündete in eine Online-Publikation. Neben der beständigen Weiterentwicklung ist auch eine beidseitige Annäherung an die vor allem in den neuen Bundesländern Deutschlands verwendete Klassifikation für Allgemeinbibliotheken (KAB) vorgesehen.

## Struktur
Notationen der ASB sind alphanumerisch, es handelt sich also um gemischte Notationen (im Gegensatz zu reinen Notationen, die nur aus Buchstaben oder nur aus Ziffern bestehen). Buchstaben und Ziffern sind nach Art der Dezimal-Klassifikation zu lesen, d. h. jeder Buchstabe und jede Ziffer stehen für eine Gliederungsebene. Zusammen mit den formalen Ordnungskriterien (Autor oder Titel eines Mediums) weisen diese Notationen als Signatur den Standort eines Mediums im Regal nach. Sie sind daher sowohl in Bibliotheks-Datenbanken, wo noch Zettelkataloge vorhanden sind und auf den an den Medien angebrachten Signaturschildern zu finden.
Die ASB wird in 23 sogenannte Hauptgruppen unterteilt, denen die Großbuchstaben A bis Z zugewiesen sind (mit Ausnahme der Buchstaben I, J und Q). Die Belletristik wird als relativ wenig untergliederungsbedürftig allein der letzten, seit 1999 neuen Hauptgruppe Z zugewiesen.
Die Untergliederung der Hauptgruppen (die selbst nicht bestückt werden) erfolgt in Gruppen und bis zu 4 Untergruppen mit Hilfe von bis zu 2 Kleinbuchstaben und bis zu 3 Ziffern, beispielsweise
| E       | Geschichte, Zeitgeschichte                      |
| Em      | Deutsche Geschichte                             |
| Emp     | Deutsche Geschichte von 1815 bis zur Gegenwart  |
| Emp 8   | Deutsche Geschichte von 1945 bis zur Gegenwart  |
| Emp 82  | Deutsche Geschichte von 1945 bis 1990           |
| Emp 820 | Geschichte der Bundesrepublik von 1949 bis 1990 |

Die mangelnde Erschließungstiefe der vor allem für kleinere und mittelgroße Bibliotheken vorgesehenen ASB (insbesondere auch seit der Überarbeitung 1999) veranlasste schon in den 1960er-Jahren gerade auch in Nordrhein-Westfalen die Bibliotheken zu Weiter- und Eigenentwicklungen; u. a. lieferte die Stadtbibliothek Duisburg eine wesentlich tiefer gegliederte Variante der ASB, die sich unter der Bezeichnung SSD neben der ASB etablierte und vor allem in größeren Stadtbibliotheken verbreitet ist. Auch die Einheitssystematik für Südtiroler Bibliotheken basiert ursprünglich auf der ASB.